# Ernst von Wrisberg
Ernst August Ludwig Konrad von Wrisberg (* 2. August 1862 in Schwerin; † 1. April 1927 in Berlin) war ein preußischer Generalmajor sowie Direktor des Allgemeinen Kriegs-Departements.

## Leben

### Herkunft
Ernst war der Sohn des späteren preußischen Generalleutnants Wilhelm von Wrisberg (1828–1914) und dessen Ehefrau Dorothea, geborene von Zülow (1839–1878).

### Militärkarriere
Wrisberg trat am 1. April 1884 als Adantageur in das 4. Garde-Grenadier-Regiment Königin der Preußischen Armee ein und avancierte bis Mitte August 1893 zum Premierleutnant. Ab Oktober des Jahres absolvierte er zur weiteren Ausbildung für drei Jahre die Kriegsakademie. Anschließend war Wrisberg zur Dienstleistung beim Großen Generalstab kommandiert.
Dort diente er nach seiner Beförderung zum Hauptmann als Kompaniechef und fand dann Verwendung im Großen Generalstab. Von 1903 bis 1906 war Wrisberg Generalstabsoffizier der 10. Division, kam anschließend als Major (seit 19. Oktober 1905) in gleicher Funktion zum V. Armee-Korps, um schließlich 1908 in das Kriegsministerium versetzt zu werden. Mit der Beförderung zum Oberstleutnant am 1. Oktober 1912 wurde Wrisberg Chef des Stabes des XVII. Armee-Korps. Nach einem Jahr kehrte er in das Kriegsministerium zurück und hatte dort den Posten als Chef der I. Armee-Abteilung inne.
Nach dem Ausbruch des Ersten Weltkriegs beförderte man Wrisberg am 19. August 1914 zum Oberst. In seiner Funktion als Abteilungschef war er maßgeblich an der reibungslosen Durchführung der Mobilmachung verantwortlich. Daher wurde Wrisberg am 25. März 1915 zunächst mit der Wahrnehmung der Geschäfte des Direktors des Allgemeinen Kriegs-Departements beauftragt. Als solcher verantwortete er, das kämpfende Heer mit ausreichend Munition, Waffen und sonstigem Kriegsgerät zu versorgen, ihm den notwendigen Ersatz an Menschen, Pferden und Maschinen zuzuführen sowie alle Neu- und Umgliederungen zu bearbeiten. Nachdem er in dieser Eigenschaft bereits beide Klassen des Eisernen Kreuzes erhalten hatte, erhielt er Ende September 1916 den Kronen-Orden II. Klasse mit Schwertern. Unter Beförderung zum Generalmajor wurde Wrisberg schließlich am 6. November 1917 zum Direktor des Allgemeinen Kriegs-Departements ernannt. In Würdigung seiner Verdienste verlieh ihm Wilhelm II. am 2. August 1917 das Kreuz der Komture des Königlichen Hausordens von Hohenzollern mit Schwertern.
Vom 12. bis zum 27. Dezember 1917 war Wrisberg zugleich Führer der 35. Reserve-Infanterie-Brigade an der Westfront in Flandern. Bei Ypern wurde er leicht verwundet, verblieb aber bei der Truppe. Anschließend war bis 20. Januar 1918 zur Vertretung des Kommandeurs der übergeordneten 18. Reserve-Division kommandiert. Für seine Verdienste um die Vorbereitung und Durchführung der Frühjahrsoffensive verlieh ihm Wilhelm II. am 8. April 1918 den Orden Pour le Mérite.
Nach Kriegsende verblieb Wrisberg zunächst auf seinem Posten, wurde unter anderem beauftragt sich um die Vorbereitung einer Friedenskonferenz in Erwartung der Versailler Verhandlungen zu kümmern. Dann wurde er im Mai 1919 zur Verfügung gestellt und am 8. Juli 1919 in Genehmigung seines Abschiedsgesuches zur Disposition gestellt. Während des Kapp-Putsches waren ihm mit Ausnahme des Truppenamtes alle Offiziere des Kriegsministeriums unterstellt.
Von 1917 bis 1919 war er stellvertretender Bevollmächtigter Preußens zum Reichsrat und von 1920 bis 1927 Vorsitzender des Deutschen Ostmarkenvereins. Er war Vorsitzender des Kuratoriums vom Zentraldiakonissenhaus Bethanien in Berlin. Bei einer Gedenkfeier zum Geburtstag des früheren Reichskanzlers Otto von Bismarck erlitt Wrisberg am Nationaldenkmal einen Herzschlag, an dem er verstarb.
Seit 1882 war er Mitglied des Corps Bremensia Göttingen.

### Aktivitäten nach dem Ersten Weltkrieg
In den 1920er Jahren versuchte Wrisberg in verschiedenen Publikationen die These von der „Dolchstoßlegende“ zu belegen. Insbesondere erfolgte dies in seinem Werk Heer und Heimat von 1921. Mit dem Bundespräsidenten des Deutschen Ostbundes, Alfred von Tilly, führte er lange eine Korrespondenz.

### Familie
Wrisberg hatte sich am 5. April 1900 in Berlin mit Marie Edle von der Planitz (* 1874) verheiratet. Sie war eine Tochter des preußischen Generals der Artillerie Max von der Planitz (1834–1910).

## Schriften
- Herr und Heimat 1914-1918. (= Erinnerungen an die Kriegsjahre im Königlich Preußischen Kriegsministerium.) 3 Bände, K. F. Koehler, Leipzig 1921–1922.
  - Bd. 1: Der Weg zur Revolution 1914-1918. 1921; Inhaltsverzeichnis; Online-Digitalisat
  - Bd. 2: Heer und Heimat 1914-1918. 1921; Inhaltsverzeichnis; Online-Digitalisat
  - Bd. 3: Wehr und Waffen 1914-1918. 1922; Inhaltsverzeichnis
- Die Frage der Schuld am Kriege. Ein Vortrag. (= Deutschnationale Flugschrift der Deutschnationalen Schriftenvertriebsstelle. Nr. 105), Berlin: Deutschnationale Schriftenvertriebsstelle – [Leipzig]: [G. Brauns], 1921; online-Digitalisat
- Die Lage des Deutschtums im Osten. (= Deutscher Michel wach auf. Heft 7), Hannover; Leipzig: E. Letsch, 1923.